# Florencia Lozano
Florencia Lozano, född 16 december 1969 i Princeton, New Jersey, är en amerikansk skådespelerska bland annat känd som Eleanor Waldorf, mamma till Blair Waldorf i Gossip Girl. Känd som Téa Delgado i såpan One Life To Live.